# 高氯酸镝
高氯酸镝是一种无机化合物，化学式为Dy(ClO4)3，它的六水合物可由氧化镝和50%高氯酸反应得到，溶剂通过冷冻干燥除去。它和[C16mim]SCN、KSCN在乙醇中反应，可以得到[C16mim]5Dy(SCN)8。它和异烟酸、氢氧化锂一水合物在乙醇水溶液中于160 °C进行溶剂热反应，可以得到含{[Dy6O(OH)8(ClO4)4(H2O)6](OH)4}n节点的配位聚合物。

## 拓展阅读
- E. Kuzmann, L. H. Singh, V. K. Garg, A. C. de Oliveira, E. M. Kovács, Á. M. Molnár, Z. Homonnay, P. Kónya, N. M. Nagy, J. Kónya. . Hyperfine Interactions. 2016-12, 237 (1)  [2023-03-15]. ISSN 0304-3843. doi:10.1007/s10751-016-1225-5 （英语）.